# モヨバンバ郡

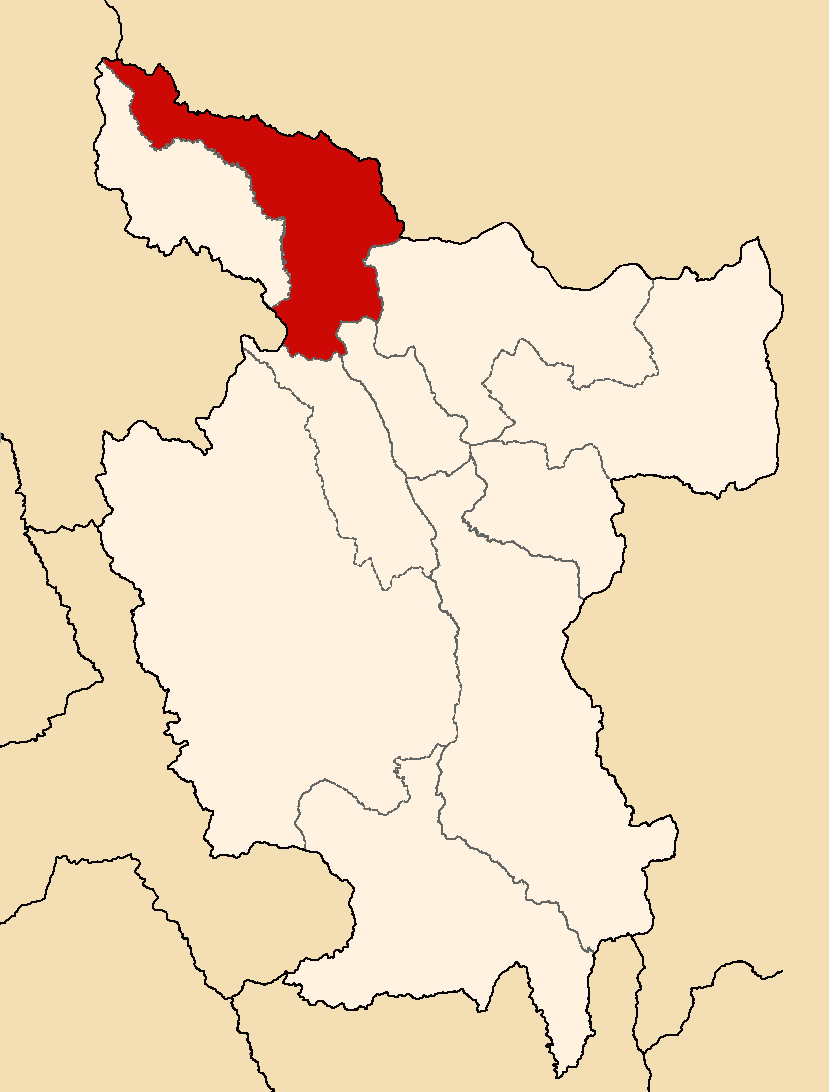
サン・マルティン県内のモヨバンバ郡の位置

モヨバンバ郡(英語: Moyobamba Province)は、ペルーのサン・マルティン県に所在する郡。人口は106,033人(2002年)。

## 行政区画
モヨバンバ郡は6つの地区（District）に分けられる。
- カルサーダ (カルサーダ) 英語版：Calzada地区
- ハバナ (ハバナ) 英語版：Habana地区
- ヘペラシオ (ヘペラシオ) 英語版：Jepelacio地区
- モヨバンバ (モヨバンバ) 英語版：Moyobamba地区
- ソリトール (ソリトール) 英語版：Soritor地区
- ヤンタロー (ヤンタロー) 英語版：Yantalo地区